# 영암 쌍계사지 장승
영암 쌍계사지 장승(靈岩 雙溪寺址 長생)은 대한민국 전라남도 영암군 금정면 남송리, 쌍계사터 입구에서 400∼500m 지점에 자리하고 있는 2기의 돌장승이다. 1986년 2월 7일 전라남도의 민속문화재 제17호로 지정되었다.

## 개요
쌍계사터 입구에서 400∼500m 지점에 자리하고 있는 2기의 돌장승으로, 사찰내의 살생과 수렵을 금하게 하고, 사찰의 재산이나 경계를 표시하는 구실을 하였던 것으로 보인다.
자연석인 화강암을 잘 다듬지 않은 채 얼굴만을 조각하였고, 몸체에는 각각 ‘당장군’,‘주장군’이라 새겨 놓았다. 당장군은 높이 247cm, 둘레 175cm이고, 주장군은 높이 345cm, 둘레 210cm로 되어있다. 머리에는 말아 올린 듯한 짧은 테의 중절모가 씌여 있으며, 튀어나올 것 같은 둥근 눈, 넙적한 주먹코에 입술은 꼭 다물어진 ‘一자’ 모양이고, 얼굴 전체에 입체감을 잘 살려 표현한 뛰어난 조각품이다. 인상은 힘센 장군의 형상과 같으며, 여기에 괴기스러움까지 지닌 악귀를 쫓는 상징성을 유감없이 발휘하고 있다.
정확한 제작년도는 알 수 없으나, 쌍계사의 창건·중건 연혁과 연관하여 13세기나 15세기 중엽으로 보기도 하고, 《운흥사 석장승》(1719)·《불회사 석장승》(1719)이 건립된 18세기 중엽으로 보기도 한다.
절을 수호하는 의미의 유물로, 불교가 민간신앙을 받아들인 예를 잘 보여준다.

## 참고 자료
- 쌍계사지장승 - 국가유산청 국가유산포털